# 阿尔代阿
阿尔代阿，是西班牙巴伦西亚自治区巴伦西亚省的一个市镇，位於瓦倫西亞大都市區的西部。总面积16.1平方公里，总人口32,313人（2021年），人口密度2007人/平方公里。地名來源於阿拉伯語الضيعة ( al-ḍaiʿa )，指「農場，村莊」。